# La carga del hombre blanco

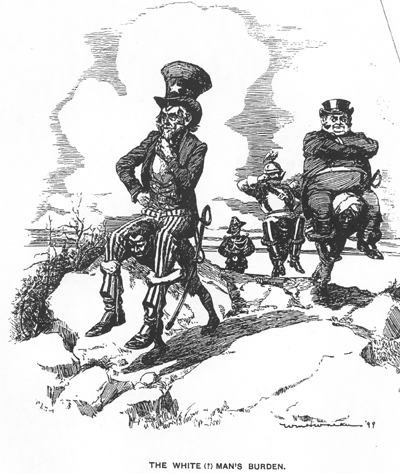
The white man's burden, dibujo satírico en la revista Life, 1899.

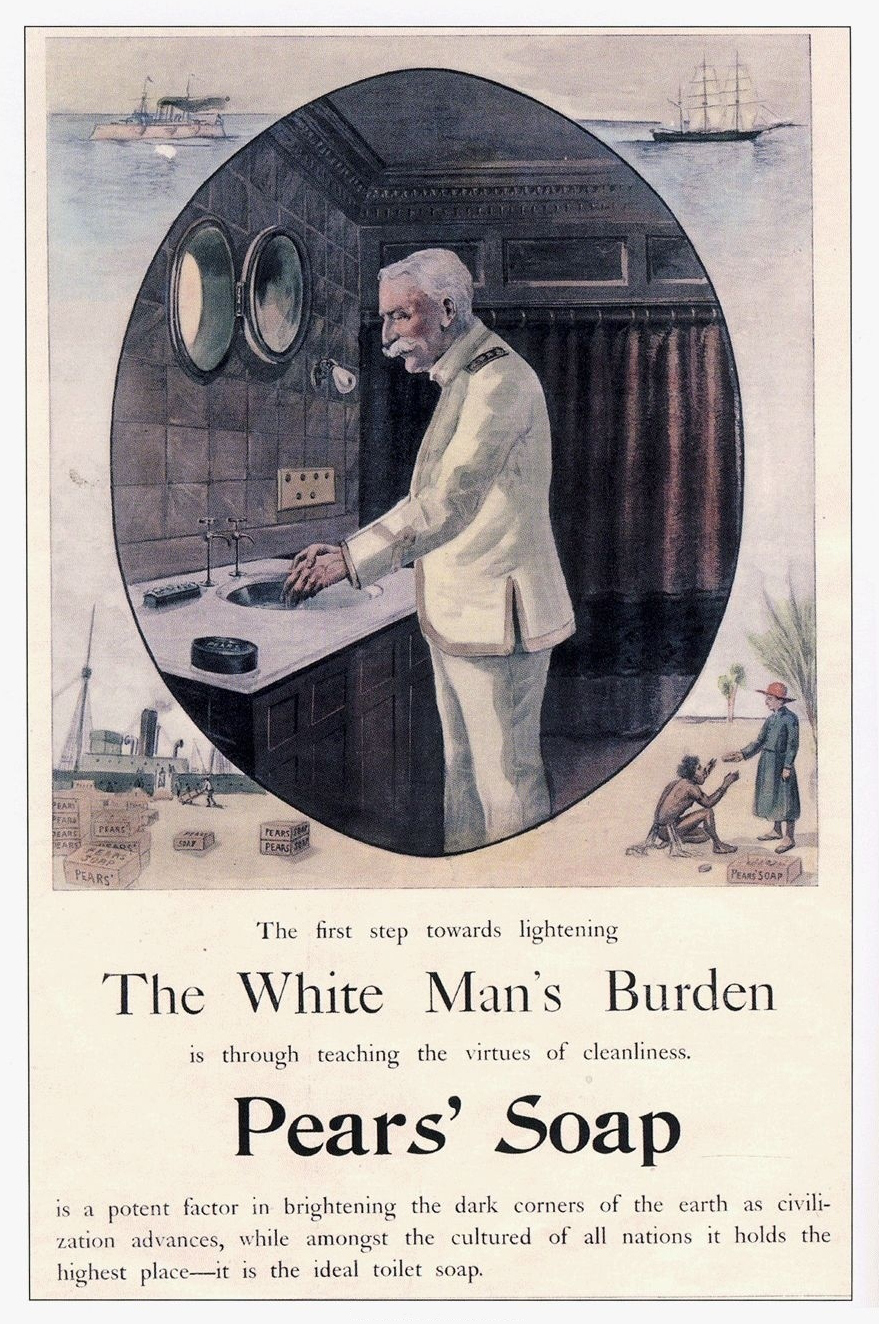
Publicidad del afamado jabón Pears de la década de 1890, que incita a los «blancos» a enseñar la virtud de la limpieza a las demás razas. El hombre es el almirante George Dewey.

La carga del hombre blanco (The white man's burden) es un poema de Rudyard Kipling, publicado originalmente en la revista popular McClure's en 1899, con el subtítulo «The United States and the Philippine Islands» («Los Estados Unidos y las Islas Filipinas»). Aunque el poema tiene matices más profundos, se popularizó una lectura directa desde los puntos de vista dominantes en la época (racista, eurocéntrico, imperialista o jingoísta), justificando como una noble empresa, una ingrata y altruista obligación (incluso una sagrada misión en el sentido misionero), el dominio del "hombre blanco" sobre las definidas como "razas inferiores".
El poema fue escrito originalmente para el Jubileo de Diamantes de la reina Victoria (Diamond Jubilee, 20 de junio de 1897), pero el autor cambió el texto para reflejar un nuevo tema: la colonización estadounidense de las Filipinas tras su victoria en la Guerra Hispano-Norteamericana de 1898.
Métricamente consiste en siete estancias que siguen un esquema de rima regular.
El poema se presenta como un mandato retórico al hombre blanco para que colonice a las demás razas en beneficio de estas mismas, siendo su "carga" tanto la tarea como los propios pueblos a colonizar. A causa de este tema, así como de lo rotundo de su título, se convirtió enseguida en un emblema del dominio colonial y del eurocentrismo.
Abundan tanto las parodias como las obras críticas que utilizan motivos o citas literales (directas o parafraseadas) provenientes del poema. Ejemplos tempranos de ello son el poema «The Brown Man's Burden» de Henry Labouchère (1899), un artículo del periodista británico Edmund Morel sobre las prácticas coloniales en el Estado Libre del Congo (1903), y el poema de Ernest Crosby «The Real White Man’s Burden» (1902).

## Interpretación

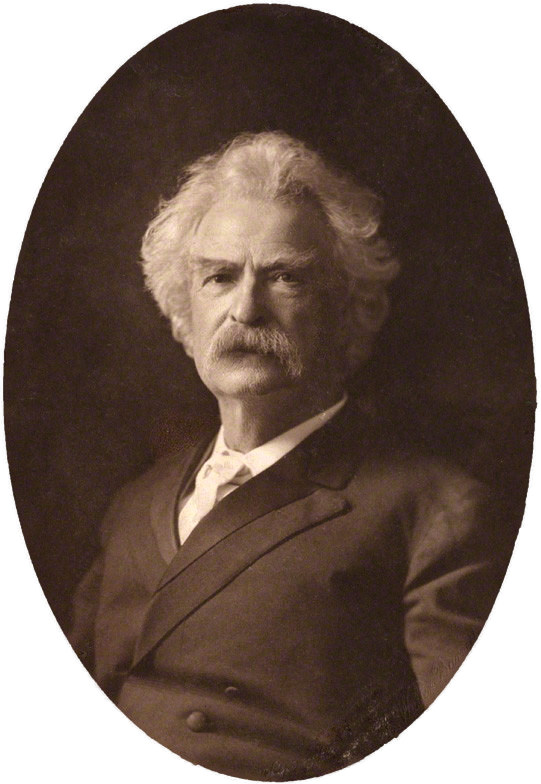
El escritor estadounidense Mark Twain respondió al imperialismo que Kipling propugnaba en "La carga del hombre blanco" con el ensayo satírico "A la persona sentada en la oscuridad" (1901), sobre la rebelión antiimperialista de los bóxers (1899) en China.

La interpretación imperialista de «La carga del hombre blanco» (1899) propone que la raza blanca está moralmente obligada a civilizar a los pueblos no blancos de la Tierra y a fomentar su progreso (económico, social y cultural) mediante el colonialismo:

La implicación, por supuesto, era que el Imperio existía no para el beneficio —económico o estratégico o de otro tipo— de la Gran Bretaña, sino para que los pueblos primitivos, incapaces de autogobernarse, pudieran, con la guía británica, llegar a ser civilizados (y cristianizados).

Kipling representa de manera positiva al imperialismo como la carga moral de la raza blanca, que está divinamente destinada a «civilizar» al Otro bruto y no blanco que habita en las partes bárbaras del mundo; a saber, los versos séptimo y octavo de la primera estrofa dan una falsa imagen de los filipinos como "gentes recién capturadas y hoscas, mitad diablo y mitad niño". A pesar del nacionalismo chovinista que servía de soporte al imperialismo occidental en el siglo XIX, la oposición moral pública a la inadecuada representación racialista de Kipling sobre la explotación colonial del trabajo en "La carga del hombre blanco" dio como resultado el ensayo satírico «To the Person Sitting in Darkness» (A la persona sentada en la oscuridad; 1901), de Mark Twain, que cataloga las atrocidades militares occidentales de venganza cometidas contra el pueblo chino por su rebelión anticolonial de los bóxers (1899-1901) contra abusivos empresarios occidentales y misioneros cristianos.
Desde el punto de vista político, Kipling ofreció el poema al gobernador de Nueva York, Theodore Roosevelt (r. 1899-1900), para que le ayudara a convencer a estadounidenses antiimperialistas de que aceptaran la anexión territorial de las islas Filipinas a Estados Unidos. En septiembre de 1898, la reputación literaria de Kipling en los Estados Unidos le permitió promover el imperio estadounidense ante el gobernador Roosevelt:

Ahora, entre y ponga todo el peso de su influencia en aferrarse, permanentemente, a todas las Filipinas. Los Estados Unidos han clavado un pico en los cimientos de una casa podrida, y están moralmente obligados a construir la casa de nuevo, desde los cimientos, o dejarla caer de sus orejas.

Como poesía imperial victoriana, «La carga del hombre blanco» correspondía temáticamente a la creencia de Kipling de que el Imperio Británico era la  «carga divina de reinar el Imperio de Dios en la Tierra" de los ingleses, y celebra el colonialismo británico como una misión civilizadora que eventualmente beneficiaría a los nativos colonizados. Roosevelt le envió el poema al senador estadounidense Henry Cabot Lodge para que diera su opinión y coincidieron en que tenía «bastante sentido desde el punto de vista de la expansión» para el imperio estadounidense. Desde finales del siglo XIX, «La carga del hombre blanco» ha servido a los argumentos y contraargumentos de los partidarios y los detractores del imperialismo y la supremacía blanca.
El poeta y diplomático nicaragüense Rubén Darío reaccionó contra el poema de Kipling y su justificación de Roosevelt tomando él mismo el mismo rol cultural que Kipling, pero desde el mundo hispano, y en defensa de la labor colonizadora, y moralizadora de España, diferenciándola claramente del matiz materialista y burgués del colonialismo anglosajón por medio del poema "A Roosevelt" de su libro Cantos de vida y esperanza (1905), con motivo además del tricentenario de la publicación del Don Quijote de Miguel de Cervantes. Este poema desbordó su propósito inicial, que era denunciar el intervencionismo estadounidense en Centroamérica con motivo de la separación de Panamá del estado colombiano, que motivó la confección de una primera versión del poema en enero de 1904 en Málaga, España.

## Otras obras de arte con un título similar
- Un libro de William Easterly: The White Man's Burden: Why the West's Efforts to Aid the Rest Have Done So Much Ill and So Little Good. Penguin Press HC, 2006; ISBN 1-59420-037-8[28]
- Una película de 1995 (White Man's Burden (película)[29]).